# Simsonia bivittata
Simsonia bivittata är en skalbaggsart som beskrevs av Leconte 1852. Simsonia bivittata ingår i släktet Simsonia och familjen bäckbaggar. Inga underarter finns listade i Catalogue of Life.